# Harald Ehrig

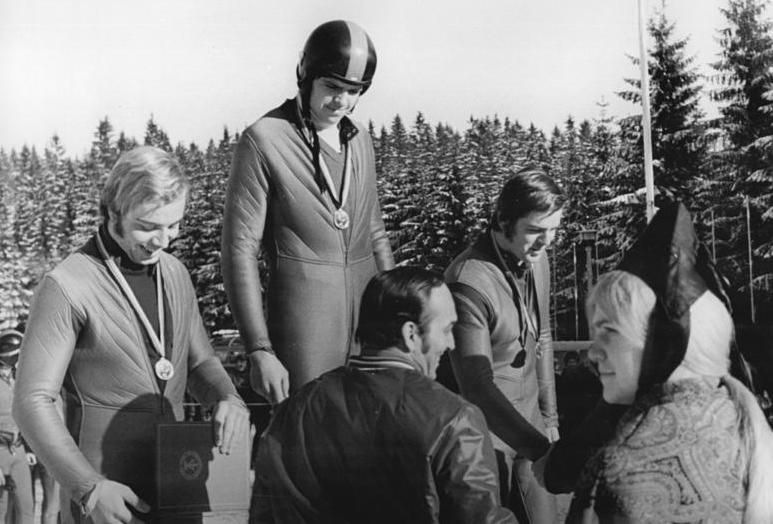
Harald Ehrig (rechts) bei der Siegerehrung der DDR-Meisterschaften 1973 in Oberhof

Harald Ehrig (* 6. November 1949 in Zwickau) ist ein ehemaliger deutscher Rennrodler, der für die DDR beziehungsweise den SC Traktor Oberwiesenthal startete.
Seine Laufbahn dauerte von 1968 bis 1975. In dieser Zeit wurde er Europameister und Zweiter (hinter Wolfgang Scheidel) bei den Olympischen Spielen 1972 in Sapporo. Außerdem belegte er zahlreiche Podiumsplätze bei Welt- und Europameisterschaften, ehe er wegen Knieproblemen seine Karriere beenden musste. Er arbeitete bis Dezember 2014, bevor er in Rente ging im  Jugendzentrum in Langen (Hessen) als Berufswegebegleiter für Jugendliche mit schwierigen Zukunftsperspektiven in den Städten Langen und Dreieich.
Für den Gewinn der Silbermedaille bei den Olympischen Winterspielen 1972 wurde Ehrig mit dem Vaterländischen Verdienstorden ausgezeichnet.